# Dihidrocalcona
La dihidrocalcona (DHC) és un compost químic relacionat amb la calcona.
Les dihidrocalcones (3′,5′-dihidroxi-2′,4′,6′-trimetoxidihidrocalcona, (metil linderona) i 2′-hidroxi-3′,4′,5′,6′-tetrametoxidihidrocalcona (dihidrokanakugiol) poden ser trobades en branquillons i brots de fusta de Lindera lucida.

## Dihidrocalcones conegudes
- Aspalatina, un glucòsid enllaçat a la dihidroxicalcona de carboni a carboni, trobat en l'arbust rooibos, del qual s'extreuen fulles per fer infusió.
- Naringina-dihidroxicalcona, un edulcorant artificial derivat de la naringina.
- Neohesperidina, un edulcorant artificial derivat de la naringina-dihidroxicalcona, un edulcorant artificial derivat dels cítrics.
- Notofagina, un glucòsid enllaçat a la floretina de carboni a carboni trobat en la planta de rooibos i en una espècie de faig originari de Nova Zelanda.
- Floretina